# Sungai Jerinjing
Sungai Jerinjing is een bestuurslaag in het regentschap Muko-Muko van de provincie Bengkulu, Indonesië. Sungai Jerinjing telt 431 inwoners (volkstelling 2010).